# Ononis fruticosa
Espèce
Ononis fruticosa, la Bugrane buissonnante, est une espèce de plantes à fleurs de la famille des Fabacées.

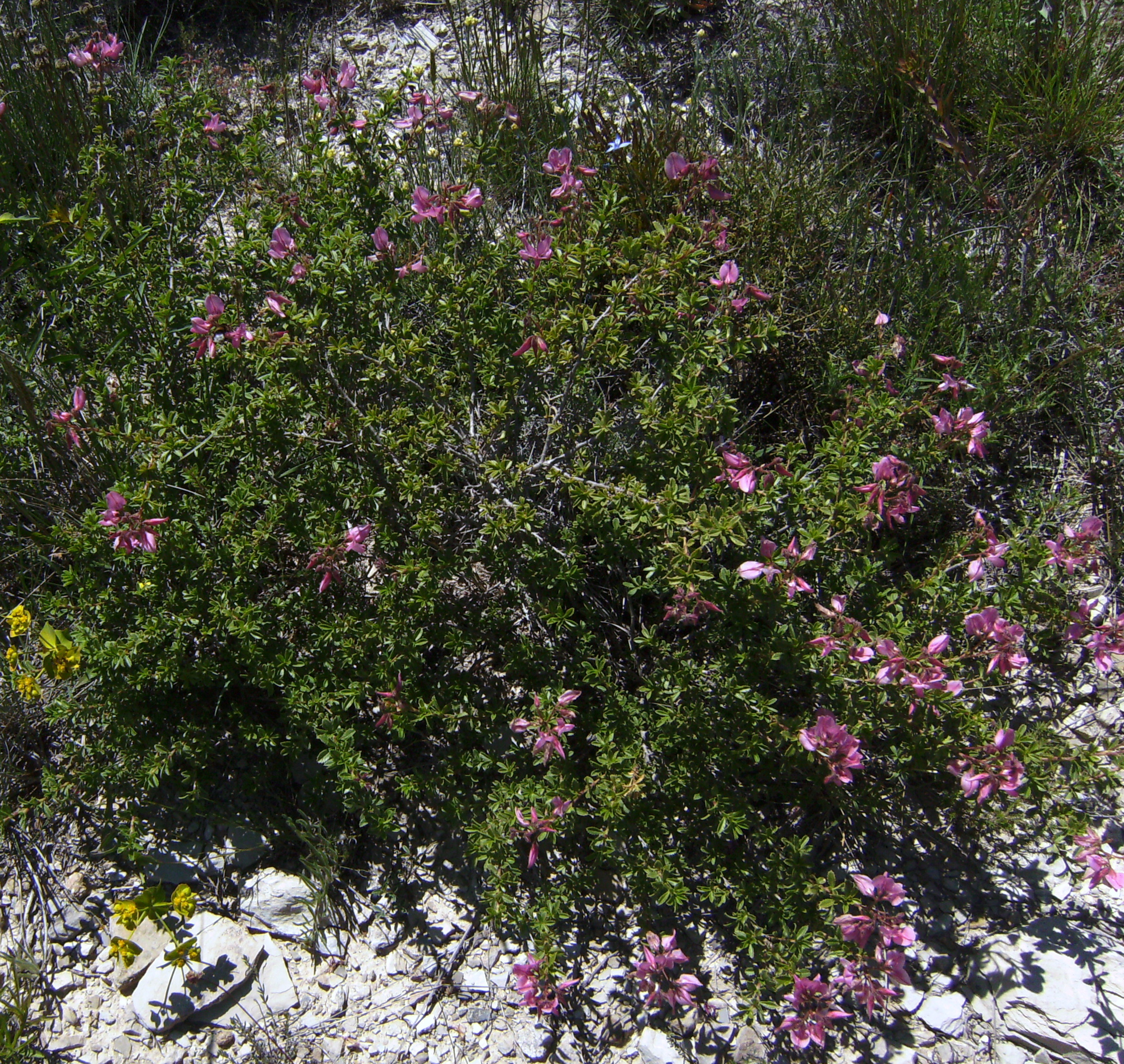
Vue d'ensemble d'un buisson.

## Description
C'est une plante ligneuse.
Les tiges ramifiées et ligneuses forment un buisson haut de 30 à 100 cm. Les feuilles présentent 3 folioles étroites, dentées, 2 stipules à la base du pétiole qui engainent la tige. Les fleurs rose pourpre sont groupées par 2 ou 3 en haut des tiges, les 5 pétales sont libres, le supérieur (étendard) est dressé et veiné, les 2 latéraux (ailes) couvrent les 2 inférieurs. Floraison de juin à septembre.

## Habitat
Pelouses montagneuses calcaires, arides de l'ouest du bassin méditerranéen.